# Šola za televizijo v Moskvi
Šola za televizijo v Moskvi (rusko Высшая школа телевидения МГУ имени М.В. Ломоносова) je javna fakulteta, ki ponuja študij televizije in deluje v sklopu Moskovske državne univerze; ustanovljena je bila leta 2008.